# Route 345 (Terre-Neuve-et-Labrador)
Pour les articles homonymes, voir Route 345.
La route 345 est une route tertiaire de la province de Terre-Neuve-et-Labrador d'orientation ouest-est principalement, située dans le nord-est de l'île de Terre-Neuve, sur l'île du Nouveau Monde, au nord-nord-ouest de Summerford. Elle est une route faiblement empruntée, connectant Tizzard's Harbour à la route 340 à Virgin Arm. Route alternative de la 340, elle mesure 15 kilomètres, et est une route asphaltée sur l'entièreté de son tracé.

## Communautés traversées
- Virgin Arm
- Carter's Cove
- Chanceport
- Moreton's Harbour
- Tizzard's Harbour

## Attrait
- Moreton's Harbour Community Museum